# UEFA Women's Futsal Championship
Il campionato europeo di calcio a 5 femminile (en. UEFA Women's Futsal Championship) è una manifestazione di calcio a 5 femminile che si svolge con cadenza biennale e che mette a confronto le migliori nazionali a livello europeo. Il torneo è stato istituito nel 2018, con la prima edizione che si disputerà poi l'anno successivo.

## Edizioni
| Anno          | Ospitante  | Finale    | Finale                  | Finale        | Finale 3º posto | Finale 3º posto         | Finale 3º posto |
| Anno          | Ospitante  | Vincitore | Risultato               | Secondo posto | Terzo posto     | Risultato               | Quarto posto    |
| ------------- | ---------- | --------- | ----------------------- | ------------- | --------------- | ----------------------- | --------------- |
| 2019 Dettagli | Portogallo | Spagna    | 4 – 0                   | Portogallo    | Russia          | 2 – 2 (dts) 3 – 2 (dtr) | Ucraina         |
| 2022 Dettagli | Portogallo | Spagna    | 3 – 3 (dts) 4 – 1 (dtr) | Portogallo    | Ucraina         | 2 – 1                   | Ungheria        |
| 2023 Dettagli | Ungheria   | Spagna    | 5 – 1                   | Ucraina       | Portogallo      | 12 – 0                  | Ungheria        |